# Fusigonalia quinquevittata
Fusigonalia quinquevittata är en insektsart som beskrevs av Taschenberg 1884. Fusigonalia quinquevittata ingår i släktet Fusigonalia och familjen dvärgstritar. Inga underarter finns listade i Catalogue of Life.